# Equivoci d'amore (film 1997)
Equivoci d'amore (Just Write) è un film statunitense del 1997, diretto da Andrew Gallerani e interpretato da Sherilyn Fenn e Jeremy Piven.
Cameo non accreditato di Jay Leno.

## Trama
Harold, un giovane conducente di autobus per turisti, riesce ad incontrare casualmente l'attrice Amanda Clark, di cui è fan, e viene creduto uno scrittore.

## Riconoscimenti
- Audience Award (Andrew Gallerani)
- Best Independent Award (Andrew Gallerani
- Best Feature Comedy Film (heath McLaughlin)
- Choice Award (Andrew Gallerani)